# Марзоев, Станислав Васильевич

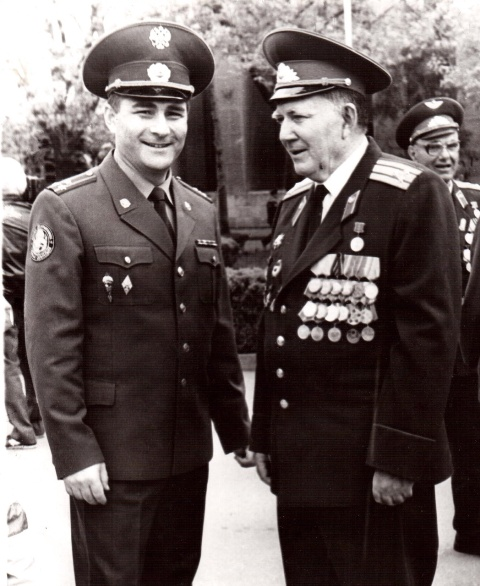
Станислав и Василий Дагулович Марзоевы

Станислав Васильевич Марзоев (13 октября 1953, Новороссийск, РСФСР, СССР — 3 ноября 2002, Ханкала, Россия) — российский военачальник, заместитель командующего 58-й Армии Северо-Кавказского военного округа (1998—2002), полковник.

## Биография

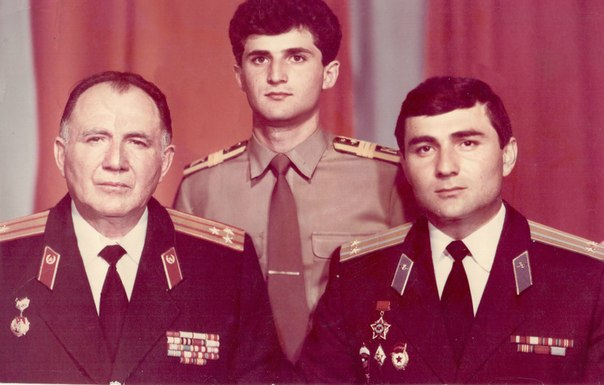
Василий Дагулович, Аркадий Васильевич, Станислав Васильевич Марзоевы

Родился 13 октября 1953 года в городе Новороссийске. Отец — Василий Дагулович Марзоев, кадровый офицер, участник Великой Отечественной войны. Мать — Марзоева (Цебоева) Таира Даниловна.
Школьные годы провел в Ашхабаде (Туркменская ССР). В 1971 был призван в армию. В 1972 году поступил в Новосибирское высшее военно-политическое общевойсковое училище. Окончил училище в 1976 году с отличием и получил назначение в войска специального назначения ГРУ на должность заместителя командира роты.
В 1980 году был направлен на службу в составе ограниченного контингента советских войск в Афганистане на должность заместителя командира батальона воздушно-десантных войск. Служил в 56-й отдельной десантно-штурмовой бригаде, дислоцированной в окрестностях Кундуза и Кандагара. За мужество и героизм, проявленные при исполнении воинского долга, был награждён орденом Красной Звезды и медалью «За отвагу», был ранен.

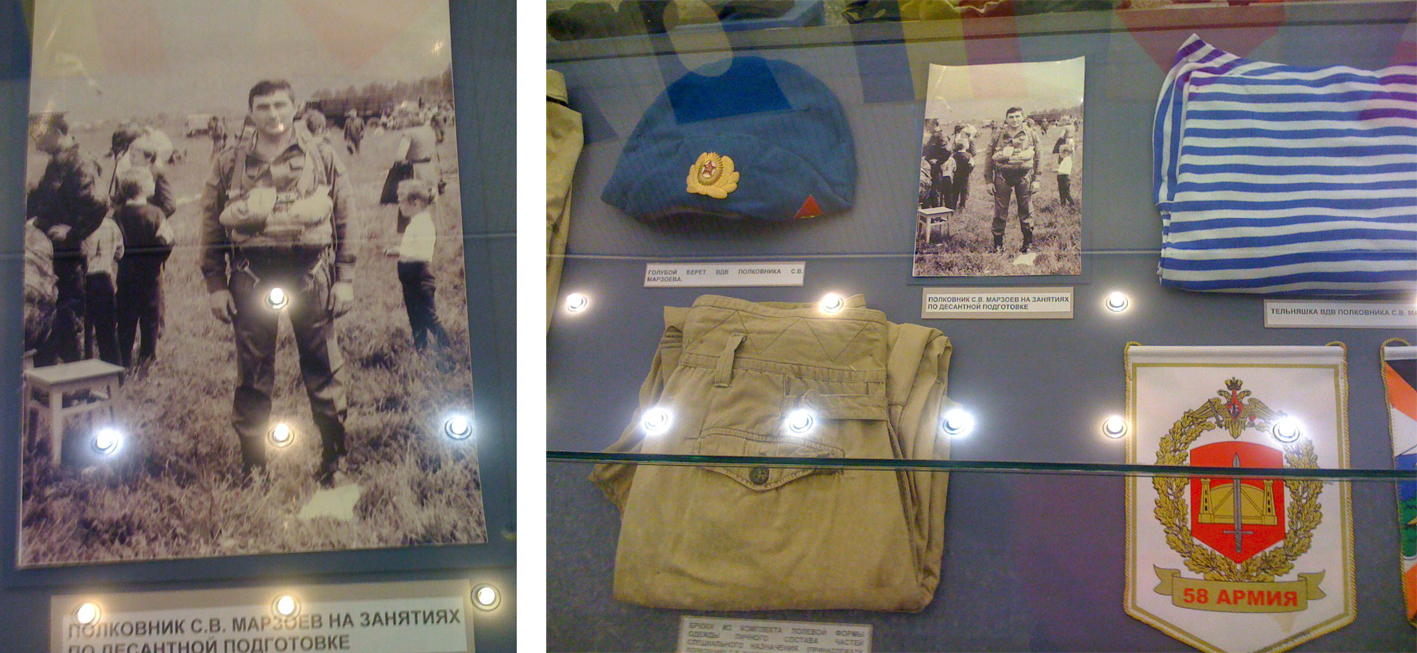
Стенд, посвященный Станиславу Марзоеву. Музей ВС России. Москва.

В 1982 году поступил в Военно-политическую академию им. В. И. Ленина. После окончания академии получил направление в Закавказье. Принимал участие в многочисленных вооруженных конфликтах в республиках СССР.
В 1992 году направлен служить в город Владикавказ (Северная Осетия) в распоряжение командующего СКВО. Находился в штате временной администрации в зоне режима чрезвычайного положения, принимал активное участие в ликвидации последствий осетино-ингушского конфликта октября-ноября 1992 года в Северной Осетии.
В 1993 году Станислав Марзоев назначен на должность военного комиссара Республики Северная Осетия-Алания. Реализовал ряд военно-патриотических проектов, среди которых — создание специализированных кадетских классов, Северо-Кавказское суворовское военное училище и другие. По его инициативе подводной лодке Северной флотилии ВМФ России было присвоено почетное имя «Владикавказ».
В 1998 году Станислав Марзоев становится заместителем командующего 58-й Армии Северо-Кавказского военного округа. Принимал участие в боевых действиях на территории Дагестана и Чечни.
3 ноября 2002 года вертолет заместителя командующего 58-й Армии Станислава Марзоева был сбит боевиками из зенитно-ракетного комплекса «Игла» неподалеку от аэродрома Ханкала Чеченской республики после набора километровой высоты. Кроме Станислава Марзоева в вертолете находилось семеро военнослужащих 58-й армии и экипаж. 

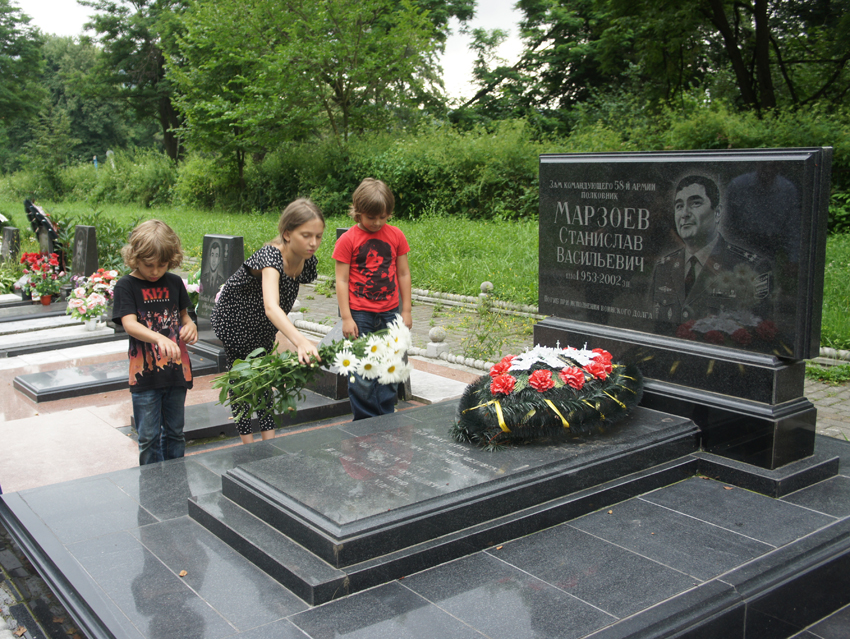
Станислав Марзоев. Могила. Аллея Славы. Владикавказ

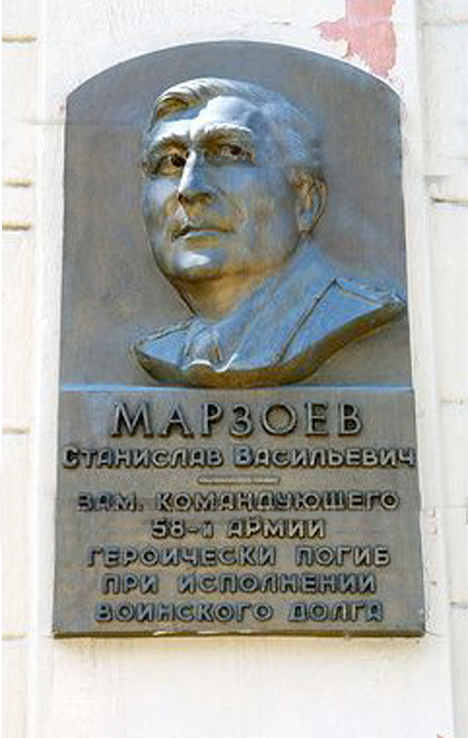
Памятная табличка на школе № 50, носящей имя Станислава Марзоева. Владикавказ, РСО-А

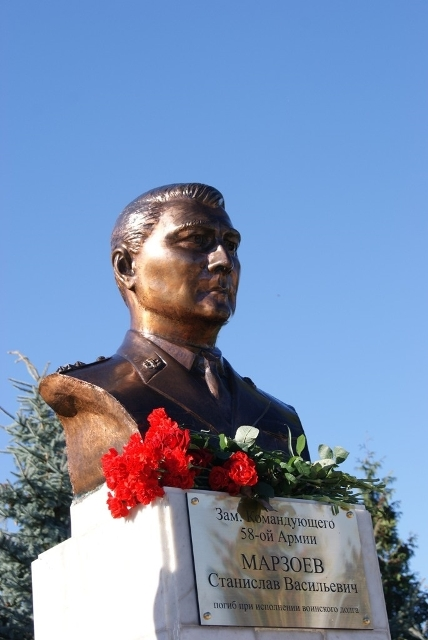
Бюст С. В. Марзоеву в г. Дигора, РСО-Алания

Станислав Марзоев был посмертно награждён орденом «За заслуги перед Отечеством» IV степени.

## Семья
- брат Аркадий Васильевич Марзоев (род. 22 мая 1969, Ашхабад) — советский и российский военнослужащий, генерал-лейтенант (2022)[1].
- Жена. Двое детей.

## Награды
- Орден Красной звезды
- Меда́ль «За отва́гу»
- Орден «За заслуги перед Отечеством» IV степени

## Память
- Станислав Марзоев похоронен на Аллее Славы в городе Владикавказе.
- Имя Станислава Марзоева присвоено средней школе № 50 города Владикавказа. 21 февраля 2004 года на фасаде школы была установлена мемориальная доска (автор: скульптор Руслан Джанаев)[2].
- Мемориальный бюст в городе Дигора, РСО-Алания.
- Мемориальная экспозиция в Центральном музее Вооруженных сил РФ, Москва.
- Мемориальная экспозиция в штабе 58-й армии, Владикавказ.
- Мемориальная экспозиция в Высшем военном училище, Новосибирск.

## Ссылки

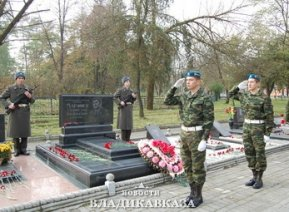
День памяти Станислава Марзоева. Аллея славы. Владикавказ